# LG G2
LG G2是韓國LG集團於2013年發佈的高階旗艦智能手機，是LG Optimus G的第二代，採用5.2吋1080P IPS螢幕、2.26GHz Snapdragon 800四核處理器、32GB ROM、1300萬像素鏡頭以及3000mAh鋰電池。其賣點是0.1吋邊框的全高清屏幕、機背的音量控制鍵、雙擊解鎖的KnockON功能等。IPS屏幕更加入了Zero Gap技術製成，使屏幕與玻璃之間的間隔極少。LG G2於2013年8月7日在纽约市的一个新闻发布会上首次亮相。

## 規格
主要規格：
- 手机类型：直板智能手机
- 操作系统：Android Jelly Bean 4.2.2 (可升级至 Android Q 10.0)
- 手机制式：GSM,WCDMA,LTE
- 支持频段：2G:GSM 850/900/1800/1900MHz; 3G:WCDMA 2100 4G:LTE
- 网络连接：GSM/GPRS/EDGE(韓版不支持)/UMTS/HSDPA/HSUPA/HSPA+/FDD-LTE
- CPU：2.26GHz 高通驍龍 Snapdragon 800四核處理器
- GPU：Adreno 330
- 內存：2GB LPDDR3 800MHz
- 存儲：16/32GB
- 屏幕：5.2-inch Full HD Zero Gap Touch IPS (1080 x 1920 pixels / 423 ppi)
- 攝像頭：後置 13.0MP像素與OIS / 前置 2.1MP像素
- 电池：3000mAh 锂电池 （不可拆卸）/2610mAh 锂电池 （可拆卸）[仅限韓版]
- 顏色：黑/白/金
- 重量：143.5克

## 功能
- 支持FLAC和WAV文件的24位/192千赫高保真回放

- 具备多话筒降噪录音技术：即便在嘈杂的环境中依然能捕捉并录下声音清晰的音频

- 访客模式：制定个性化的用户体验，掌控不同模式下可使用的应用和功能;为自己或某位访客（如孩子或好友）分别手动选择一个主屏幕，并创建专属于不同用户的屏锁图案

- 音频变焦：录制视频的过程中通过放大某个对象来关注特定的声音源

- 轻敲唤醒：只需在G2上轻敲两下，便可唤醒或者关闭手机屏幕

- 缩放追踪：在回放过程中您可以选择放大某个对象。只需在屏幕上选择一个移动的对象，“缩放追踪”功能便可将其放大，并在整个短片播放过程中跟踪它

## 參看
- Android裝置列表
- LG Optimus
- Nexus 5